# Schlacht von Gandamak
Ghazni – Khelat – Kahun – Gandamak – Dschalalabad – Kabul
Die Schlacht von Gandamak war eine militärische Auseinandersetzung am 13. Januar 1842 zwischen britischen Truppen und Afghanen während des Ersten Anglo-Afghanischen Kriegs.

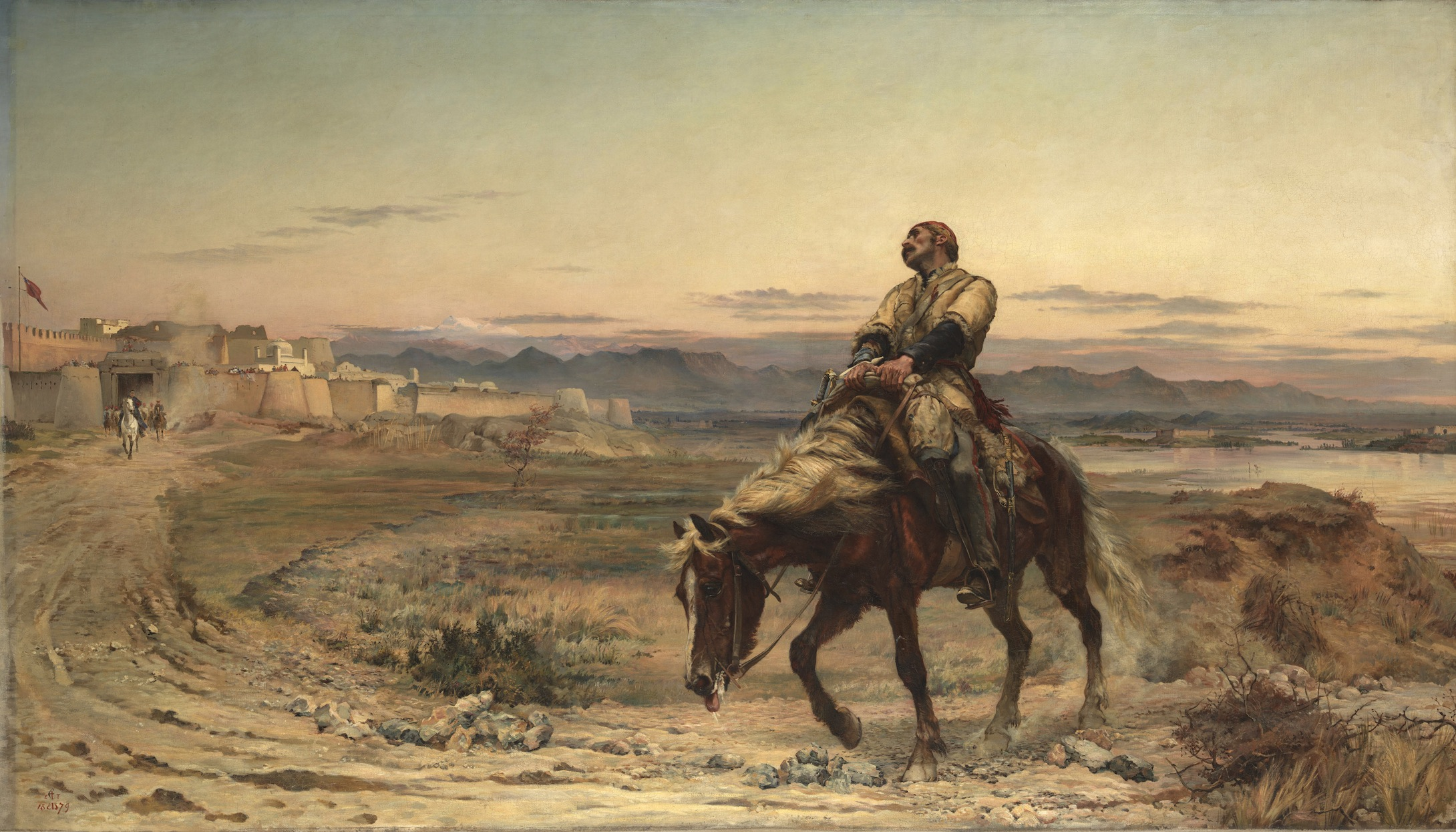
Remnants of an Army von Lady Butler. Dr. Brydon, der vermeintlich einzige Überlebende aus Elphinstones Armee erreicht Dschalalabad. Heroisierende Darstellung.

## Vorgeschichte
Im Dezember 1838 marschierte die britisch-indische Army of the Indus in Afghanistan ein. Am 30. Juli 1839 erreichte sie Kabul und nahm die Stadt am 7. August kampflos ein. Nachdem im November 1841 in Kabul ein Aufstand der afghanischen Bevölkerung losgebrochen war, beschloss der britische Befehlshaber General William George Keith Elphinstone den Rückzug.
Am 6. Januar 1842 brachen ca. 12.000 Zivilisten, 690 britischen und 2.840 indischen Soldaten, unter Zusicherung von freiem Abzug und einer afghanischen Eskorte, auf. Ihr Ziel war der ungefähr 140 Kilometer entfernt gelegene britische Stützpunkt Dschalalabad. Auf dem Rückzug wurde sie von den Afghanen unter Akbar Khan verfolgt. Die versprochene afghanische Eskorte, die die Briten vor genau solchen Racheakten schützen sollte, erschien nicht. Die Briten wurden zusehends dezimiert und zerstreut.

## Verlauf
Am 13. Januar bestand die einzige zusammenhängende Einheit aus 20 Offizieren und 45 Infanteristen vom 44th East Essex Regiment. Diese stellten sich in der Nähe von Gandamak, 56 Kilometer von Dschalalabad entfernt, zu einem letzten Gefecht. Nachdem sie die Kapitulation verweigerten, wurden sie von Afghanen von den umliegenden Hügeln mit ihren weitreichenden Jezail-Gewehren unter Beschuss genommen. Wer nicht erschossen wurde, fiel den Messern der Angreifer zum Opfer. Lediglich Hauptmann Souter und sieben Soldaten wurden gefangen genommen. Souter hatte sich die Fahne des Regiments um den Körper gewickelt um diese zu schützen. Von den Afghanen wurde er deshalb für einen General gehalten, was ihm vermutlich das Leben rettete.
Ein Überlebender war der Militärarzt William Brydon, der am Nachmittag des 13. Januars 1842 das belagerte Dschalalabad erreichte. Brydon hatte sich bereits am Vormittag von der Truppe getrennt. Er galt lange als einziger Überlebender Europäer.

## Literarische Bearbeitung
Theodor Fontane schrieb 1859 das Gedicht Das Trauerspiel von Afghanistan, das den Rückzug Elphinstones zum Thema hat.